# 莫口县
莫口县，中国古县名。
十六国南凉置莫口县，治所在今甘肃省古浪县南，属昌松郡。411年，为北凉所得，沿置莫口县。439年，北魏灭北凉，莫口县属凉州昌松郡。北周废莫口县和昌松郡。